# Maria Dolores od św. Eulalii Puig Bonany
Maria Dolores od św. Eulalii Puig Bonany, Dolores de Santa Eulalia Puig Bonany (ur. 12 lipca 1857; zm. 8 września 1936) – hiszpańska błogosławiona Kościoła katolickiego. 
Urodziła się 12 lipca 1857 roku w bardzo religijnej rodzinie. Została zakonnicą w Zgromadzeniu Małych Sióstr Opuszczonych Starców. Podczas wojny domowej w Hiszpanii została zamordowana; miała 79 lat.
Beatyfikował ją w grupie Józef Aparicio Sanz i 232 towarzyszy papież Jan Paweł II w dniu 11 marca 2001 roku.